# Agrotis irritans
Agrotis irritans är en fjärilsart som beskrevs av Köhler 1945. Agrotis irritans ingår i släktet Agrotis och familjen nattflyn. Inga underarter finns listade i Catalogue of Life.